# LOve & MOtion
LOve & MOtion ist ein Dokumentarfilm von Christian Schmidt-David.

## Inhalt
LOve & MOtion ist ein Film über die Lomographie. Er beginnt bei ihren Anfängen im Wien des ausgehenden 20. Jahrhunderts, blickt zurück in die Jugend ihrer Begründer und fährt dann nach St. Petersburg wo die namensgebende Kamera, die Lomo LC-A entwickelt und über viele Jahre zusammengebaut wurde. Man sieht das anfängliche Unverständnis der russischen Konstrukteure über die westlichen Hippies und ihre ungewöhnliche Art zu fotografieren. Es folgen Ausstellungen in Moskau und New York, skurrile Menschen beim Lomographieren und viele zum Teil sehr private Offenbarungen zum Verhältnis der Protagonisten zu ihrer Lomographie.
Zwischen den teilweise sehr gegensätzlichen Beiträgen zeigt der Film eine Vielzahl von lomographischen Fotografien.

## Kritiken
- Meldung auf Fluter.de zur Premiere auf dem Max-Ophüls-Preis-Festival